# Dipturus falloargus
Dipturus falloargus es una especie de pez de la familia de los Rajidae en el orden de los Rajiformes.

## Morfología
Los machos pueden llegar a alcanzar los 45 cm de longitud total y las hembras 49,1.

## Reproducción
Es ovíparo y las hembras ponen huevos envueltos en una cápsula córnea.

## Hábitat
Es un pez de mar y de Clima tropical que vive entre 60-256 m de profundidad.

## Distribución geográfica
Se encuentra en el Océano Índico oriental: Australia.

## Observaciones
Es inofensivo para los humanos. 